# Wesmaelius davidicus
Wesmaelius davidicus is een insect uit de familie van de bruine gaasvliegen (Hemerobiidae), die tot de orde netvleugeligen (Neuroptera) behoort. 
Wesmaelius davidicus is voor het eerst wetenschappelijk beschreven door Navás in 1910.